# 임자북국민학교 만지분교
임자북국민학교 만지분교는 전라남도 신안군 임자면 도찬리(만지도)에 있었던 초등학교이다.

## 변천
- 1967년 11월 3일 임자북국민학교 만지분교 개교
- 1968년 5월 1일 도서벽지학교 '갑'급 지정
- 1986년 1월 1일 도서벽지학교 '가'급 조정
- 1989년 9월 1일 도서벽지학교 '나'급 조정
- 1993년 4월 17일 폐교 및 임자중앙국민학교 통폐합